# Артуаське графство
Артуаське графство (фр. Comté d'Artois, нід. Graafschap Artesië, пік. Comté d'Artoé) — історична провінція Французького королівства, яка з 1384 до 1477/1482 років входила до володінь герцогів Бургундії, а з 1493 до 1659 року перебувала в складі Священної Римської імперії як окрема держава.

## Історія

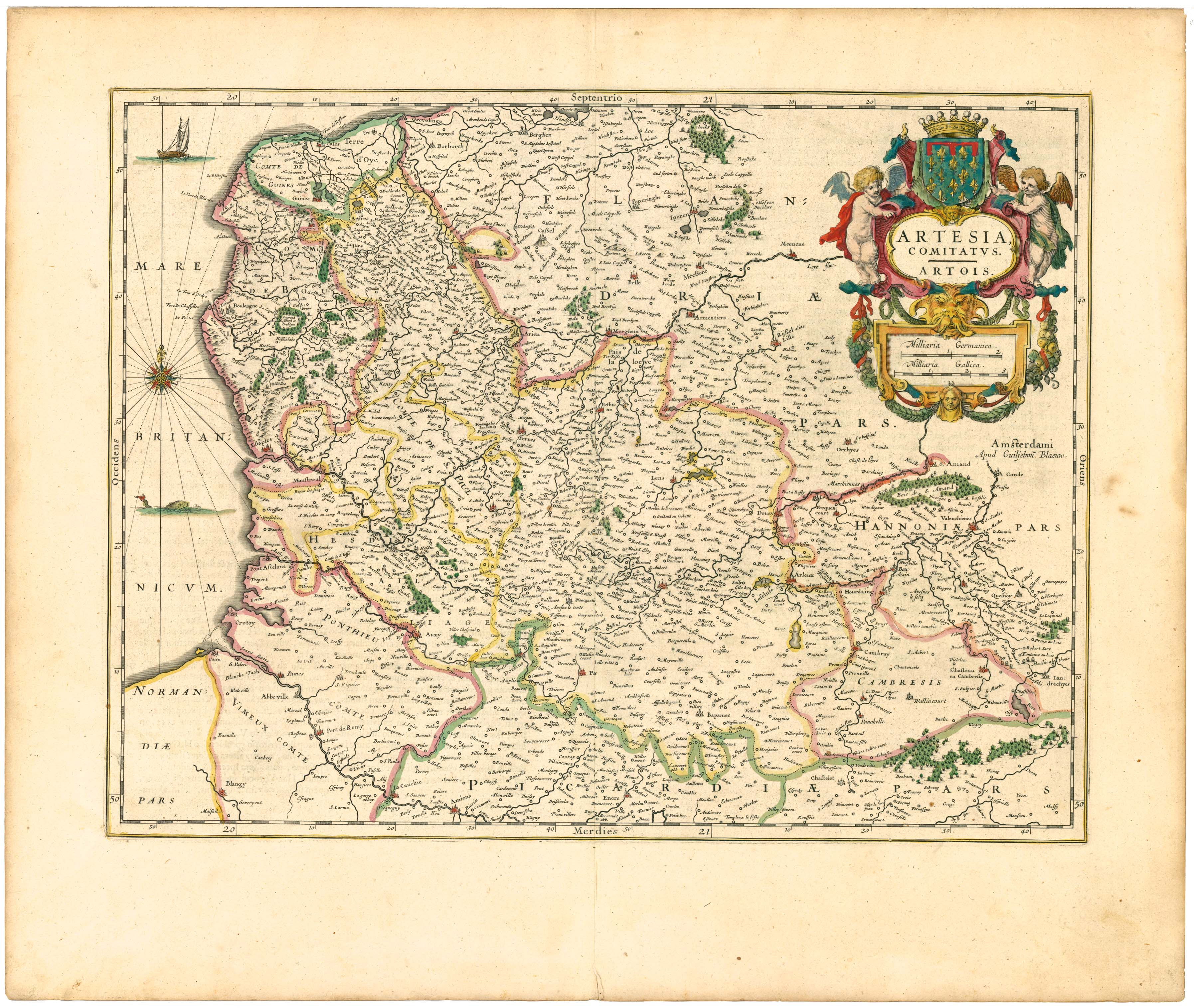
1645

Артуа розташовувалося на півночі Франції, поблизу кордону з Бельгією. Його територія охоплює близько 4000 км², а населення становить приблизно 1 мільйон осіб. Найбільші міста: Аррас, Кале, Булонь-сюр-Мер, Сент-Омер, Ланс і Бетюн.
У давньоримські часи на території Артуа, у північній Галлії, проживало бельгійське плем'я атребатів, на честь яких латинська назва краю — Atrebatia. З кінця VIII століття Артуа стало феодальним графством у межах Каролінзької імперії, а з 898 року — частиною Фландрського графства.
У 1180 році Артуа було приєднано до Французького королівства як посаг 10-річної фландрської аристократки Ізабели Еноської. У 1237 році воно знову стало окремим графством для Роберта, онука Ізабели. У 1384 році через спадкування Артуа знову потрапило під владу графів Фландрії, на цей раз як частина великих Нижніх країн, якими володіли герцоги Бургундські, а згодом їхні спадкоємці — габсбурзькі королі Іспанії.